# Deutscher Soldatenfriedhof Fort de Malmaison

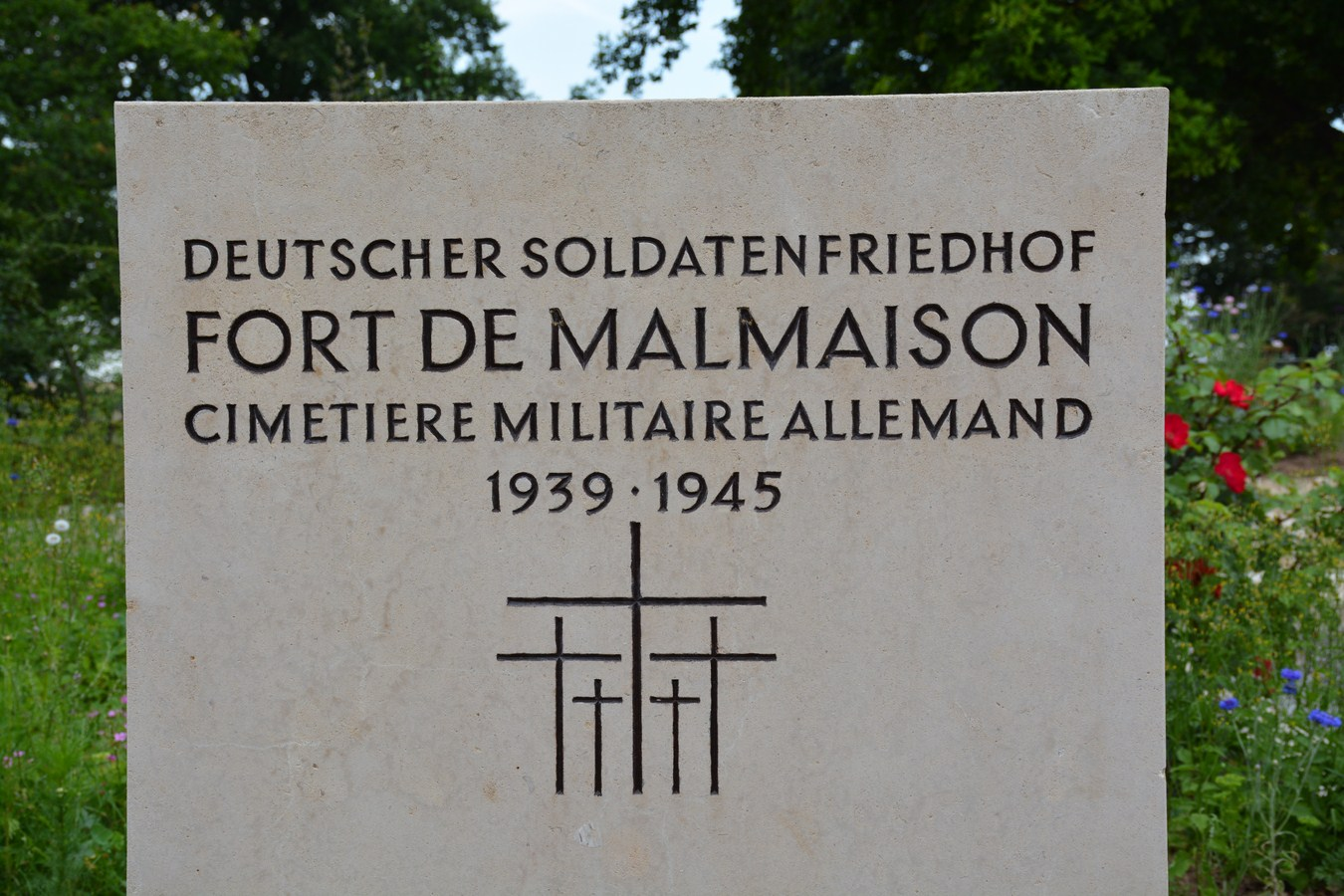
Tafel

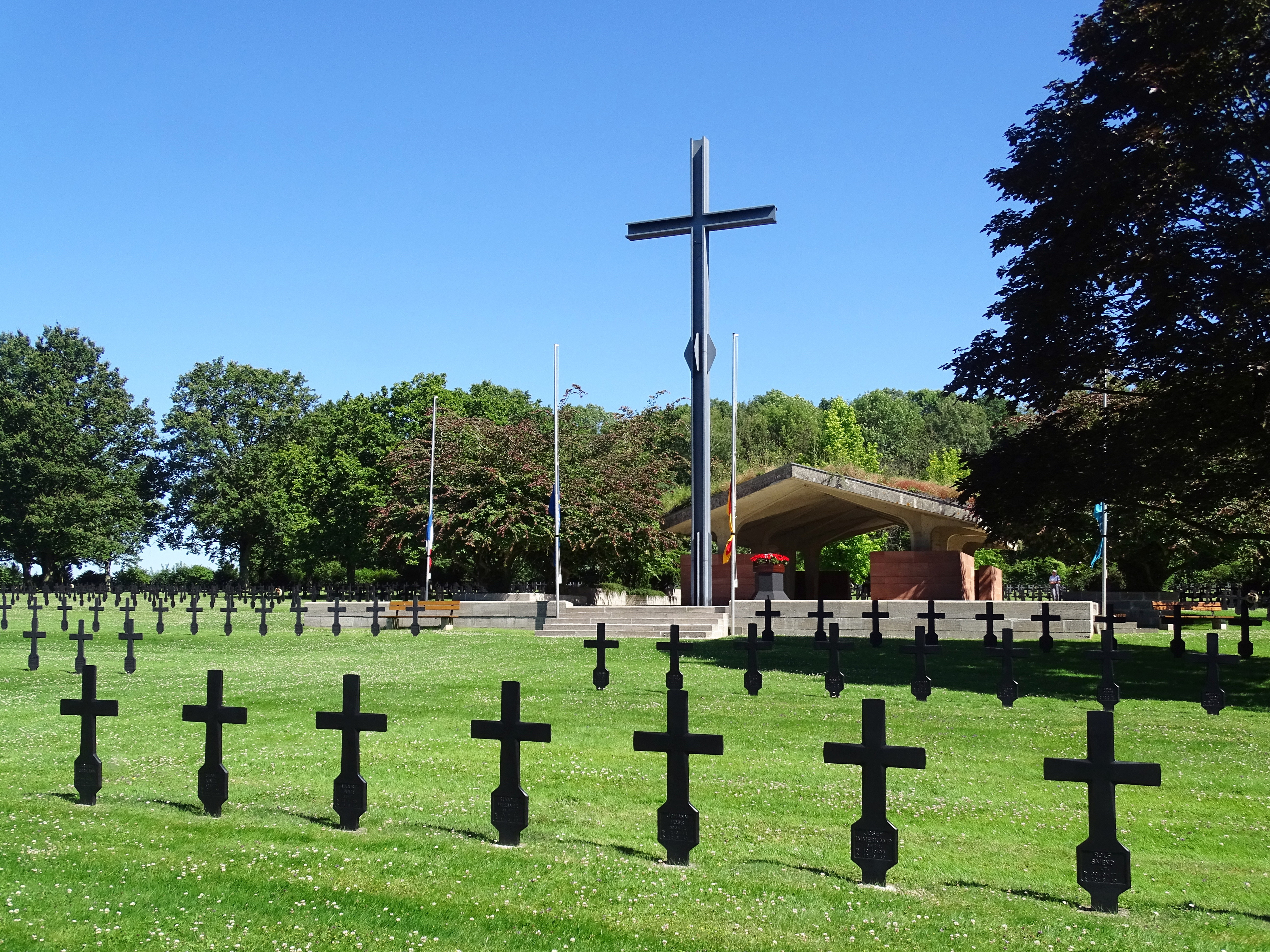
Teilansicht des Friedhofs mit zentralem Kreuz

Die Deutsche Kriegsgräberstätte Fort de Malmaison ist eine Ruhestätte für 11.841 deutsche Gefallene des Zweiten Weltkrieges in Frankreich. Sie liegt im Norden der Region Île de France auf dem in beiden Weltkriegen stark umkämpften Höhenzug Chemin des Dames im Département Aisne beim ehemaligen Fort de la Malmaison.

## Lage
Die Kriegsgräberstätte befindet sich 20 km südlich der Stadt Laon. Von der Straße Laon – Soissons biegt etwa nach 19 km nach links die Straße Chemin des Dames ab. Nach etwa 2 km liegt der Friedhof links.

## Tote
Die ersten Toten wurden 1941 nach den Kämpfen um die Höhen des Aisne-Tals beigesetzt. Weitere Tote wurden durch den Französischen Gräberdienst nach 1945 hierher überführt. Ab Sommer 1960 wurden vom Volksbund Deutsche Kriegsgräberfürsorge weitere 6.800 Gefallene aus dem Département Aisne und den umliegenden Départements Aube, Loire, Oise, Seine-et-Marne und Yonne überführt.
Beigesetzt sind hier auch die 1944 bei der Offensive der Alliierten speziell beim Durchbruch bei Avranche und in der Ardennenschlacht gefallenen deutschen Soldaten.

## Anlage
Auf grünem Rasen mit Bäumen sind die Gräber durch gusseiserne Kreuze gekennzeichnet. Am Sockel sind der Name, das Geburts- und Sterbedatum der Toten verzeichnet. Am Rande des Geländes befindet sich eine Gedenkhalle mit Hochkreuz.